# ولاداس بیلا
ولاداس بیلا (انگلیسی: Vladas Byla) بازیکن فوتبال اهل لیتوانی بود.
وی همچنین در تیم ملی فوتبال لیتوانی بازی کرده‌است.